# Oberrieden, Bayern
Oberrieden är en kommun och ort i Landkreis Unterallgäu i Regierungsbezirk Schwaben i förbundslandet Bayern i Tyskland.
Kommunen ingår i kommunalförbundet Pfaffenhausen tillsammans med köpingen Pfaffenhausen och kommunerna Breitenbrunn och Salgen.